# میشل آرمان
میشل آرمان (به فرانسوی: Michel Armand) (زادهٔ ۱۹۴۶) دانشمند فرانسوی است که بیشتر به خاطر معرفی مفهوم باتری صندلی گهواره‌ای در سال ۱۹۷۸ شناخته می‌شود. در باتری صندلی گهواره‌ای، همان نوع یون در طول تخلیه/شارژ به داخل هر دو الکترود مثبت و منفی وارد/خارج می‌شود. در نتیجه، گونه‌های فاز محلول در استوکیومتری واکنش ظاهر نمی‌شوند، که امکان به حداقل رساندن مقدار حلال در باتری را فراهم می‌کند، وزن و هزینه باتری را کاهش می‌دهد.
میشل در انسی، در کوه‌های آلپ فرانسه، در خانواده‌ای از معلمان علوم بزرگ شد. در سال ۱۹۶۸ از اکول نرمال سوپریور دانش‌آموخته شد، جایی که به الکتروشیمی و باتری علاقه‌مند شد. در سال ۱۹۷۰ تحصیلات دکترای خود را در دانشگاه استنفورد با Robert Huggins به عنوان برنامه فولبرایت آغاز کرد. ام. استنلی ویتینگهام در همان آزمایشگاه در استنفورد فوق دکترا بود. آرماند احساس کرد که آزمایشگاه استنفورد بیش از حد بر مطالعات بنیادی متمرکز شده است، در حالی که او می‌خواست باتری‌های کاربردی را توسعه دهد. به همین دلیل، ۱۸ ماه بعد از برنامه دکترای استنفورد انصراف داد و برای اتمام دکترای خود به فرانسه در Université Joseph-Fourier در گرونوبل بازگشت.
در حالی که در مدرسه تحصیلات تکمیلی بود، آرماند مصمم بود راهی عملی برای میان‌لایش یون‌های لیتیوم و پتاسیم به گرافیت پیدا کند. او دریافت که میان‌لایش همزمان حلال مشکلی با یون‌های لیتیوم ایجاد می‌کند. به همین دلیل تصمیم گرفت یک الکترولیت پلیمری جامد را امتحان کند و برای این ایده ثبت اختراع کرد. با این حال، فقدان یک ماده الکترود میان لایشی مثبت مناسب، تجاری سازی آن اختراع را در آن زمان مختل کرد.
باتری‌های لیتیومی دستگاه‌های الکتروشیمیایی هستند که به‌طور گسترده به عنوان منابع تغذیه استفاده می‌شوند. تاریخچه توسعه آنها مشارکت‌های بسیاری از دانشمندان را در بردارد، اما به ویژه بدون پیشرفت‌های پروفسور میشل آرماند در رابطه با الکترودها و الکترولیت‌ها، باتری‌های لیتیومی امروزی به عنوان پایه دستگاه‌های الکترونیکی وجود نداشتند.
او یک تیم تحقیقاتی را در اسپانیا در CIC energiGUNE رهبری می‌کند و آثارش در نیچر  منتشر شده است.